# Anisarchus medius

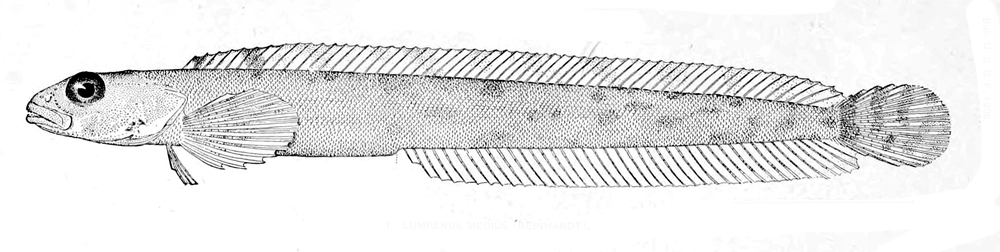
Il·lustració del 1906

Anisarchus medius és una espècie de peix de la família dels estiquèids i de l'ordre dels perciformes.

## Descripció
- Fa 30 cm de llargària màxima (tot i que la seua mida normal és de 12) i és de color groguenc clar amb taques més fosques.
- Absència de radis tous a l'aleta dorsal.
- Aleta caudal arrodonida.[3][4][5]

## Alimentació
Menja petits invertebrats bentònics.

## Hàbitat i distribució geogràfica
És un peix marí, demersal (entre 10 i 300 de fondària, normalment entre 30 i 100) i de clima polar (85°N-51°N), el qual viu al Pacífic nord (des del mar de Bering fins al Japó i el sud-est d'Alaska), l'Atlàntic nord-occidental (des de l'Àrtic fins a l'oest de Groenlàndia i el Canadà -els Territoris del Nord-oest i la península de Labrador-) i l'Atlàntic nord-oriental (Noruega -incloent-hi Spitsbergen- i Rússia).

## Observacions
És inofensiu per als humans.